# 10734 Вік
10734 Вік (10734 Wieck) — астероїд головного поясу, відкритий 13 лютого 1988 року.
Тіссеранів параметр щодо Юпітера — 3,224.